# Noms de l'Allemagne

Les étymologies des noms de l'Allemagne dans l'Europe:
du haut-allemand diutisc, « peuple »
du latin Germania
du peuple des Alamans
du peuple Saxon
du mot vieux-slave němьcь, signifiant « muet »
d'un terme balte signifiant peut-être « peuple »

En raison de la situation géographique de l'Allemagne, située au centre de l'Europe à un carrefour de peuples, et de la réalisation tardive de son unité, celle-ci connaît de nombreux noms différents qui varient selon les langues, inspirés par les peuples qui l'ont composée : ainsi l'Allemagne est désignée en allemand Deutschland, en anglais Germany, en polonais Niemcy, en arabe Almania (ألمانيا).

## Généralités
On peut globalement ranger les étymologies des noms de l'Allemagne en six grands groupes, selon leur radical :
- du vieux haut-allemand diutisc (peuple) ;
- du latin Germania (pays des Germains) ;
- du latin Alemannia (pays des Alamans),  du vieux haut-allemand Alemanni (tous les hommes) ;
- du proto-germanique sakhsan (Saxons) ;
- du vieux-slave nemets (muet) ;
- du balte vāca, renvoyant peut-être aux Vikings.

## Noms par étymologie

### Diutisc
Le terme allemand Deutschland dérive du vieux haut-allemand diutisc ou de variantes similaires du proto-germanique *þiudiskaz signifiant « du peuple ». Ce dernier terme provient lui-même d'un mot germanique signifiant « peuple » et fut utilisé pour faire la différence entre les locuteurs de langues germaniques et ceux de langues celtiques ou romanes. Il tire son origine de l'indo-européen commun *tewtéh₂, « peuple ».
Diutisc provient probablement d'un terme de francique occidental, une langue dont il ne subsiste quasiment aucun écrit. Il s'agit du dialecte germanique utilisé au début du Moyen Âge, parlé par les Francs en Francie occidentale. Ce terme n'est connu que par sa forme latinisée theodiscus (tudesque). Jusqu'au VIIIe siècle, les Francs désignent leur langue par frengisk ; toutefois, quand les Francs déplacent leur centre politique et culturel vers l'actuelle France, ce terme devient ambigu, les Francs de Francie occidentale parlant le latin, le latin vulgaire ou le frengisk. Pour le remplacer, le terme theodiscus dérive de la racine germanique pour « peuple » et du suffixe « -iscus » et signifie « appartenant au peuple », c'est-à-dire « langue du peuple ».
En Francie orientale, le terme frengisk est utilisé pendant plus longtemps. Le terme diutsch et ses variantes n'est utilisé par les locuteurs que pour se décrire eux-mêmes, à partir du Xe siècle.
Les Teutons, une tribu dans le nom provient probablement de la même racine, a donné par le latin le terme « teuton » en français, ainsi qu'à l'italien tedesco, « allemand ».
Le contraire de diutisc est le vieux haut-allemand wal(a)hisc ou walesc, signifiant « étranger » (au sens de Walh, personne ne parlant pas une langue germanique), peut-être dérivé de la tribu celte des Volques. En allemand, welsch signifie « romand ». En anglais, le terme Welsh a servi à désigner les habitants du Pays de Galles. Il a également été utilisé pour plusieurs autres régions où les peuples germaniques entrèrent en contact avec des cultures non-germaniques, comme en Wallonie, en Valais ou en Valachie.
Termes signifiant « Allemagne » et dérivant du vieux haut-allemand diutisc :
- Langues germaniques :
  - afrikaans : Duitsland
  - allemand : Deutschland
  - danois : Tyskland
  - féroïen : Týskland
  - islandais : Þýskaland
  - néerlandais : Duitsland
  - norvégien : Tyskland
  - suédois : Tyskland
  - yiddish : דײַטשלאַנד (Daytshland)

- Autres langues :
  - chinois : 德意志 (pinyin: Déyìzhì), souvent 德國/德国 (Déguó, « Dé » pour  德意志, et « guó » signifiant « le pays de »)
  - coréen : 독일(獨逸) (Dogil/Togil)
  - japonais : ドイツ(独逸) (Doitsu)
  - nahuatl : Teutōtitlan
  - sotho du Nord : Tôitšhi
  - vietnamien : Đức

### Germania

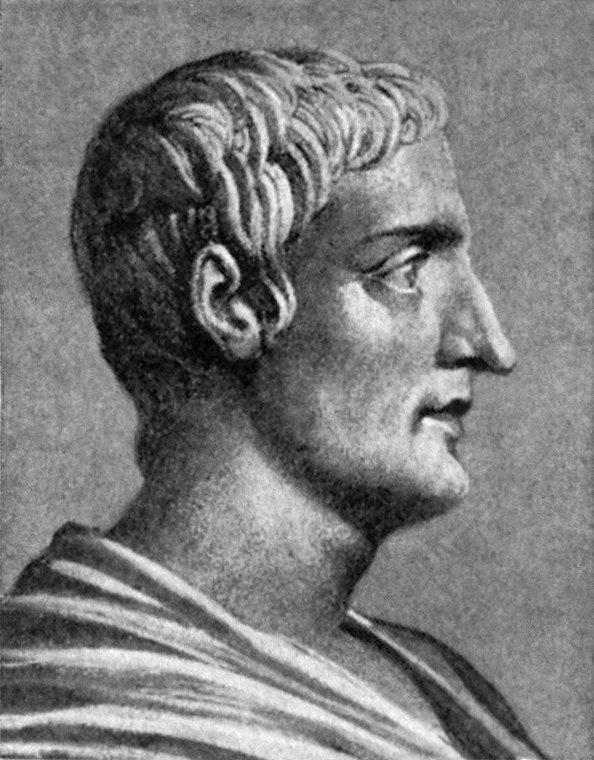
Tacite, auteur du livre La Germanie (vers 98).

Le terme latin Germania, d'origine incertaine, apparait au IIIe siècle av. J.-C. Il pourrait être d'origine gauloise et il n'existe aucune preuve qu'il ait été utilisé par les tribus germaniques elles-mêmes. Jules César est le premier à utiliser le terme par écrit pour décrire des tribus du nord-est de la Gaule dans ses Commentaires sur la Guerre des Gaules : il signale que quatre tribus belges, les Condruses, les Éburons, les Cérèses et les Pémanes sont collectivement connues comme Germani. Vers 98, Tacite écrit La Germanie, un ouvrage ethnographique sur les peuples germaniques  extérieurs à l'Empire romain. À la différence de César, Tacite prétend que le nom Germani a concerné en premier la tribu Tongres.
En anglais, le mot German (« Allemand ») est attesté pour la première fois en 1520, remplaçant les usages antérieurs d'Almain, Alman et Dutch. En allemand, Germanen fait désormais référence aux peuples germaniques, tout comme l'adjectif français germanique.
L'adjectif « germain » (comme dans l'expression « cousin germain ») derive du latin germanus et n'est pas lié aux peuples germaniques.
Termes signifiant « Allemagne » et dérivant du latin Germania :
- albanais : Gjermania
- anglais : Germany
- arménien : Գերմանիա (Germania)
- bengali : জার্মানি (Jarmani)
- bulgare : Германия (Germaniya) l'adjectif et le nom bulgares désignant un Allemand dérivent du cinquième groupe : немски (nemski, adjectif), немски (nemski, nom).

- gaélique écossais : A' Ghearmailt
- géorgien : გერმანია (Germania)
- grec : Γερμανία (Germanía)
- hawaïen : Kelemania
- hébreu : גרמניה (Germania)
- hindi : जर्मनी (Jarmanī)
- indonésien : Jerman
- irlandais : An Ghearmáin
- italien : Germania l'adjectif et le nom italien désignant un Allemand dérivent du premier groupe : tedesco.
- latin médiéval : Germania
- macédonien : Германија (Germaniya)
- malaisien : Jerman
- maltais : Ġermanja
- mannois : Yn Ghermaan
- māori : Tiamana
- népalais: जर्मनी (Jarmanī)
- ourdou: جرمنی (Jarmanī)
- panjâbî: ਜਰਮਨੀ (Jarmanī)
- roumain : Germania
- russe : Германия (Guermanïia) ; l'adjectif et le nom russes désignant un Allemand dérivent du cinquième groupe : немецкий (nemetskiï, adjectif), Немец (nemets, nom).
- somali: Jermalka
- swahili : Ujerumani
- tahitien : Heremani
- tamoul: செருமனி (cerumani), ஜெர்மனி (Jermani)
- thaïlandais : เยอรมนี (Yerramani), เยอรมัน (Yoeraman)

### Alamans

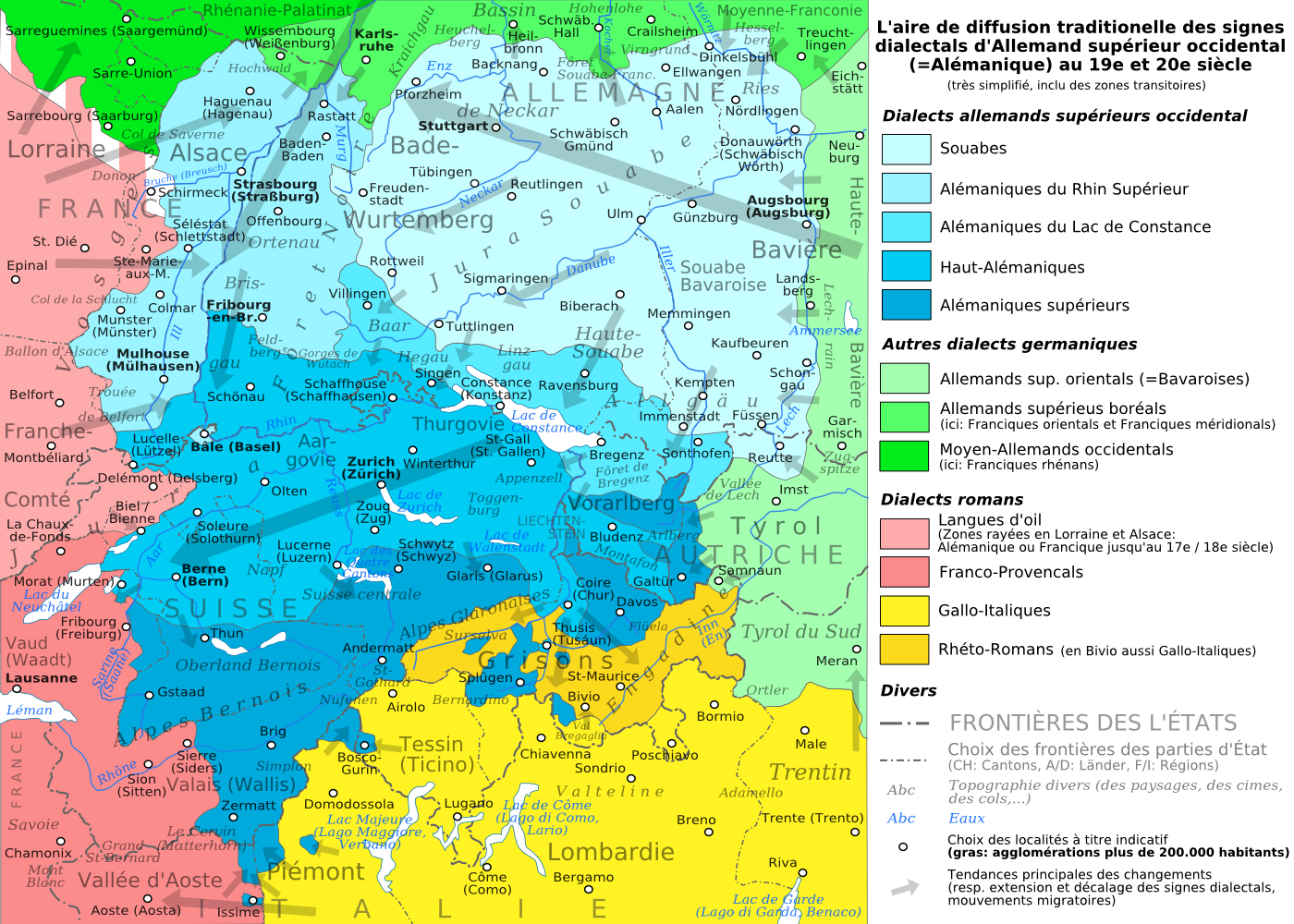
Secteur de distribution traditionnel des dialectes alémaniques aux.

Les Alamans sont un ensemble de tribus sud-germaniques suèves occupant ce qui est actuellement l'Alsace et des parties du Bade-Wurtemberg et de la Suisse. Leur nom provient du proto-germanique *Alamanniz qui pourrait avoir deux significations. Si Al- signifie « tout », il signifie « tous les hommes ». Si Al- signifie « autre », il signifie « les hommes étrangers » (de façon similaire aux Allobroges).
Termes signifiant « Allemagne » et dérivant des Alamans :
- arabe : ألمانيا ('Almāniyā)
- azéri : Almaniya
- basque : Alemania
- breton : Alamagn
- catalan : Alemanya
- cornique : Almayn
- espagnol : Alemania
- français : Allemagne
- galicien : Alemaña
- gallois : Yr Almaen
- kazakh : Алмания (Almanïya)
- khmer: ប្រទេសអាល្លឺម៉ង់ (Protet Aloumong)
- kurde : Elmaniya
- occitan : Alemanha
- ojibwé : ᐋᓂᒫ (Aanimaa)
- persan : آلمان ('Ālmān)
- piémontais: Almagna
- philippin : Alemanya
- portugais : Alemanha
- tatar: Almania Алмания
- turc : Almanya

### Saxons
Le nom de la tribu germanique des Saxons dérive du proto-germanique *sahsą
Les termes estonien et finnois s'appliquent historiquement aux anciens Saxons avant d'évoluer vers la totalité de l'Allemagne. Dans certaines langues celtes, le terme pour « anglais » dérive des Saxons : l'écossais sassenach, le breton Saoz, le gallois Sais, etc. La terminaison -sex de l'Essex, du Sussex, du Middlesex, etc. en dérive également.
Termes signifiant « Allemagne » et dérivant des Saxons :
- estonien : Saksamaa
- finnois : Saksa
- live : Saksāmō
- võro: S'aksamaa

### Nemets
L'exonyme slave nemets, nemtsy dérive du proto-slave němьcь (pluriel němьci), « un étranger », provenant de l'adjectif němъ (« muet ») muni du suffix -ьcь. Il signifie littéralement « un muet », interprété dans le sens « quelqu'un qui ne parle pas comme nous », « un étranger ». Il semble que němьci ait été utilisé tout d'abord pour désigner tous les étrangers non-slaves, puis restreint ensuite aux seuls Allemands.
La forme plurielle est devenue le nom du pays en polonais et en silésien. En biélorusse et ukrainien, il dérive de němьcь avec adjonction du suffixe -ина. Dans les autres langues, il dérive de l'adjectif němьcьska, « allemand » (sous-entendu « territoire »).
Avec le temps, l'exonyme slave s'est transmis aux nations situées plus à l'est. Le nom arabe de l'Autriche, نمسا, Nimsā, est emprunté aux termes turc osmanli et persan pour l'Autriche, نمچه, Nemçe, à partir de l'une des langues slaves méridionales (aux 16e et 17e siècles, l'Autriche est le plus grand pays germanophone bordant l'Empire ottoman).
Termes signifiant « Allemagne » et dérivant du proto-slave :
- biélorusse : Нямеччына (Nïamietchtchyna)
- bosnien: Njemačka
- cachoube : Miemieckô
- croate : Njemačka
- hongrois : Németország
- polonais : Niemcy
- serbe : Немачка (Nemačka)
- silésien : Ńymcy
- slovaque : Nemecko
- slovène : Nemčija
- bas-sorabe: Nimska
- haut-sorabe: Nemska
- tchèque : Německo
- ukrainien : Німеччина (Nimetchtchyna)

### Terme balte
Termes signifiant « Allemagne » dans les langues baltes, d'origine inconnue (peut-être le mot allemand "volk" peuple) :
- curonien : Vāce Zėm
- letton : Vācija
- lituanien : Vokietija

### Autres
Autres termes désignant l'Allemagne :
- sorabe : Bawory ou Bawery, du nom de la Bavière.
- tahitien : Purutia, déformation de « Prusse ».
- vieux norrois : Suðrvegr, littéralement « chemin du sud » (à l'inverse du mot Norðvegr, « chemin du nord », qui a donné « Norvège »).